# Rectoria de Santa Margarida de Bianya
La Rectoria de Santa Margarida de Bianya és una obra de la Vall de Bianya (Garrotxa) inclosa a l'Inventari del Patrimoni Arquitectònic de Catalunya.

## Descripció
A la llinda de la finestra es pot llegir: "16[±]33/IHS/SEVA[?]FOLCR[...]" A la llinda de la porta principal es llegeix "16[±]46/IHS/[...]RAMO. CAMPA".
L'edifici complementari de l'església era la rectoria. La de Santa Margarida de Bianya va ser bastida durant la primera meitat del segle xvii, tal com ho mostren les llindes esmentades; va ser recolzada als mateixos murs del temple i es comunica per un passadís pel costat nord. Durant moltes centúries la casa va ser destinada a l'acolliment del recto, vicaris i majordona; aquesta darrera deixà l'indret a principis d'hivern.